# 留村镇 (沙河市)
留村镇，是中华人民共和国河北省邢台市沙河市下辖的一个乡镇级行政单位。
2014年，河北省民政厅批复同意撤销留村乡，设立留村镇，镇人民政府驻留村村商贸东街257号。

## 行政区划
留村镇下辖以下地区：
留东村、南阳一村、南阳二村、南阳三村、北阳东村、北阳西村、前大流村、后大流村、仁里村、杏花村、东北流村、大村、六方村、留西村、郭龙庄村、段庄村、新荣庄村、青界村、东南俎村、西南俎村、潘庄村、薛庄村、东赵村、西赵村、善下南村、善下北村和北俎村。